# Рясной, Василий Степанович
Василий Степанович Рясной (7 (20) марта 1904, Самарканд — 12 декабря 1995, Москва) — один из советских руководителей подразделений НКВД и НКГБ, нарком внутренних дел УССР (1943—1946), начальник УМВД по Москве и Московской области (1953—1956). Генерал-лейтенант (9 июля 1945).

## Биография
Родился в семье рабочего-путейца. Украинец (по другим данным — русский). Окончил 4 класса начального училища. Осенью 1919 года поступил в Ашхабадское железнодорожное техническое училище. С января 1920 года на комсомольской работе в РККА, журналист-экспедитор политотдела 1-й армии Закаспийского фронта.
В конце 1920 года демобилизован. В 1920—1921 годах — ответственный секретарь уездного комитета КСМ Туркмении.
В 1922 году принят в РКП(б).

С января 1923 года — председатель уездного комитета помощи голодающим, в 1923—1924 годах — заведующий Орготделом уездного комитета Российского КСМ. С 1924 г. — заместитель председателя Серанского волостного ревкома и волостного исполкома. В 1924—1926 годах — заведующий Оргчастью Маревского окружного исполкома.
В 1926 году был мобилизован в РККА, служил красноармейцем 8-го железнодорожного полка в Ашхабаде. После демобилизации, с 1927 года — заведующий Орготделом Иолатаньского РК КП(б) Туркмении. В 1928—1929 годах — заместитель заведующего Орготделом Ашхабадского, Маревского, Керкинского райкомов партии. Состоял членом ЦК КП Туркмении.
В 1931—1933 годах учился во Всесоюзной промакадемии в Москве.

В 1933 году направлен ЦК ВКП(б) в Руднянский район Сталинградского края, где был назначен начальником политотдела Лемешкинской МТС. С 1935 года — секретарь Лемешкинского, а затем Руднянского районных комитетов ВКП(б).
В феврале 1937 года был отозван в распоряжение ЦК ВКП(б) и по партийному набору направлен на работу в НКВД СССР.

С 1937 года — в 3-м отделе (бывший КРО) ГУГБ НКВД СССР: стажёр, оперуполномоченный, помощник начальника, заместитель начальника отделения. С октября 1939 года — начальник 14-го отделения, с июля 1940 года — заместитель начальника, а с января 1941 года — начальник 1-го отделения.

С марта 1941 года — начальник 1-го отделения 1-го отдела 2-го управления НКГБ СССР. Отвечал за оперобслуживание германских представительств в Москве, а после начала Великой Отечественной войны — за интернирование германских дипломатов.
С июля 1941 года — начальник УНКВД, а с мая 1943 года — начальник УНКГБ по Горьковской области. С июля 1943 года — нарком внутренних дел УССР. Принимал активное участие в борьбе с националистическим движением на Украине.

1. Всех участников банд украино-немецких националистов, как рядовых, так и главарей банд, которые явятся добровольно в органы совтской власти к 20 июля 1945 года, к ответственности не привлекать, а считать их помилованными.
2. Участников банд украино-немецких националистов, которые добровольно явились в органы советской власти, семьи которых высланы за пределы Украины, также к ответственности не привлекать, в соотвествии с указанием правительства УССР, семья каждого из этих лиц будет возвращена на прежнее место жительства.
<...>
4. Всех участников банд украино-немецких националистов, которые не явились добровольно в органы советской власти до 20 июля 1945 года рассматривать как непримиримых врагов советского народа и предателей родины, и все они подлежат аресту и суровому наказанию и уничтожению, а семьи их — выселению.
Из приказа Народного комиссара внутренних дел УССР, комиссара государственной безопасности 3 ранга Василия Рясного от 20 мая 1945 года

С 15 января 1946 года — первый заместитель наркома (с 22 марта 1946 года — министра) внутренних дел СССР, с 24 февраля 1947 года — заместитель министра внутренних дел СССР. Одновременно с июня 1947 года — член Бюро по выездам за границу и въездам в СССР Комитета информации при Совете Министров СССР. С 12 февраля 1952 года — заместитель министра государственной безопасности, член Коллегии и начальник Второго главного управления (ВГУ) МГБ СССР. Одновременно с 19 мая 1952 года — врио заместителя начальника Управления охраны МГБ СССР.
В октябре 1952 года на XIX съезде КПСС был избран кандидатом в члены ЦК КПСС. Депутат Верховного Совета СССР 2-го созыва.
С 20 ноября 1952 года — член Комиссии ЦК КПСС по организации ГРУ МГБ, с 5 января 1953 года — начальник Управления контрразведки внутри страны ГРУ МГБ СССР. С 12 марта 1953 года — начальник ВГУ и член Коллегии МВД СССР.
8 мая 1953 года был назначен начальником Управления МВД по Москве и Московской области.
2 марта 1956 года «за неудовлетворительное руководство органами милиции г. Москвы» отстранён от работы, выведен из состава Коллегии МВД СССР и 30 марта уволен в запас. 30 августа 1956 года формулировка увольнения была изменена: «считать уволенным по фактам, дискредитирующим звание офицера, с 5.07.1956 г.».
С 1956 года — начальник строительства Волго-Балтийского канала. С 1958 года — начальник треста в системе дорожного строительства.
В 1988 году вышел на пенсию. Похоронен в Москве на Кунцевском кладбище.

## Награды и звания
- два ордена Ленина (20.09.1943, 19.09.1952)
- два ордена Красного Знамени (10.04.1945, 24.08.1949)
- орден Кутузова 2-й степени (20.10.1944)
- орден Трудового Красного Знамени (03.06.1942)
- два ордена Красной Звезды (28.11.1941, 20.03.1952)
- орден «Знак Почёта» (26.04.1940)
- медаль «За боевые заслуги»
- медаль «За победу над Германией в Великой Отечественной войне (1941—1945 гг.)» (1945)
- медаль «Ветеран Вооружённых Сил СССР»
- знак «Почётный работник ВЧК-ГПУ (XV)» (09.05.1938).